# Twin Hawk
Twin Hawk es un videojuego de arcade de disparos vertical de 1989 desarrollado originalmente por Toaplan y distribuido por Taito. Tomando lugar al final de una Segunda Guerra Mundial alternativa donde el general Giovanni y su ejército traman apoderarse del país ficticio Gorongo, los jugadores asumen el papel de un comandante del escuadrón Daisenpū, quien controlará un avión Flying Fortress (conocido como A6M Zero) en un intento por derrocar al enemigo.
Creado por Yuichirō Nozawa, Twin Hawk fue desarrollado como una comisión para Taito por gran parte del mismo equipo que había trabajado previamente en varios proyectos en Toaplan utilizando el tablero Taito X System. A pesar de haber sido lanzado inicialmente para los arcades, el juego sería porteado posteriormente a consolas incluyendo la Sega Mega Drive, PC Engine y PC Engine CD-ROM, cada versión contando con varios cambios e incorporaciones en comparación con la versión original.
Los derechos del título son actualmente propiedad de Tatsujin, una compañía japonesa formada por el exmiembro de Toaplan, Masahiro Yuge.

## Jugabilidad
Twin Hawk es un juego matamarcianos vertical con temática militar similar a Flying Shark, donde los jugadores asumen el papel de un jefe de ala del escuadrón Daisenpū a bordo del avión A6M, y deberán pasar por medio de múltiples niveles para derrotar a una variedad de fuerzas enemigas militares como tanques, acorazados y artillerías para derrocar al general Giovanni y su ejército como objetivo principal. Como en Tiger-Heli, no existen enemigos voladores en el juego. En un principio, el título parece un juego de disparos vertical estándar, donde los jugadores dirigen a sus naves por un fondo en desplazamiento constante, y el escenario nunca deja de moverse. Los enemigos son derribados usando el disparo principal que alcanza la distancia máxima de la altura de la pantalla. Como es común en los títulos de arcade de Toaplan, existen varias diferencias entre las versiones japonesa y occidental, como las versiones de Twin Hawk con juego cooperativo.
Una característica única de la jugabilidad es la mecánica de las bombas en forma de grupos de aviones; pulsando el botón de bomba llamará a seis Flying Fortress para que rodeen y protejan al avión del jugador y proporcionen fuego de apoyo. Después de recibir fuego enemigo, los aviones amigos podrán realizar un ataque kamikaze contra los enemigos cercanos debajo, pero los jugadores también podrán forzar el ataque kamikaze presionando el botón de bomba nuevamente cuando todos los aviones estén en formación. Pulsar dos veces el botón de bomba activará una bomba capaz de destruir a todo enemigo dentro de su explosión. También existen varios tipos de ítems esparcidos por todos los niveles: Los íconos «P» que mejoran el arma principal del jugador, aviones amigos/bombas adicionales y vidas extra.
Dependiendo de la configuración en la versión de arcade, el título empleará un sistema de puntos de control en el cual un jugador derribado volverá al comienzo del último punto de control que haya alcanzado, o un sistema de reapariciones donde su nave volverá inmediatamente a la ubicación donde fue destruida. Se perderá una vida al recibir fuego enemigo, al igual que una penalización en la potencia de fuego de la nave, y, una vez que se hayan perdido todas las vidas, resultará en un game over a menos que los jugadores inserten más créditos en la máquina de arcade para seguir jugando. El juego se inicia al primer nivel después de completar el último, al igual que en títulos previos de Toaplan, incrementando la dificultad haciendo que los patrones de disparos enemigos se vuelvan más densos.

## Sinopsis
La trama de Twin Hawk varía entre cada región y versión. Al final de una Segunda Guerra Mundial alternativa, se forma un nuevo país europeo llamado Gorongo. El general Giovanni del ejército de Gorongo quedó enfurecido por los resultados de la guerra y lo que significó para el país de Gorongo, por lo que comienza una rebelión contra el gobierno de su país con el seguimiento de sus soldados. Atrincherándose en la isla Bobo al sur de Gorongo, Giovanni declara la ocupación como el estado independiente de Fuangania y planea apoderarse de Gorongo. Después de apoderarse del pueblo de Kusunoki, la invasión de Fuangania – consistiendo de fuerzas de ataque masivas en tierra y mar – comienza a esparcirse. Bratt, el presidente de Gorongo, ordena un contraataque enfocado en el único tipo de fuerza que le falta a Giovanni: la fuerza aérea. La fuerza aérea especial «Daisenpū» monta una base en las montañas después de descubrir una fortaleza de Fuangania secreta en construcción. Sin embargo, al final de su entrenamiento, la fuerza aérea es descubierta por Fuangania y se preparan para atacar. Dependerá del jugador, en el papel de un jefe de ala, volar hasta la base secreta de Giovanni y deshacerse de él y su unidad de mando.

## Desarrollo y lanzamiento
Twin Hawk fue creado como una comisión para Taito por gran parte del mismo equipo que trabajó en proyectos previos en Toaplan utilizando el tablero Taito X System. Yuichirō Nozawa, quien no había trabajado previamente en títulos matamarcianos, fue el diseñador del juego. Tanto Sanae Nitō como Yuko Tataka también fueron diseñadores en el ciclo de desarrollo. Osamu «Lee» Ōta compuso la banda sonora, convirtiéndose en su único trabajo de compositor para un título matamarcianos. El juego fue lanzado por Taito en arcades japoneses y europeos en junio de 1989. El 29 de agosto de 2018, un álbum con su audio, al igual que de otros títulos de Toaplan, fue distribuido exclusivamente en Japón por City Connection bajo el sello Clarice Disk. También fue destacado en un show de televisión japonés, donde el creador de Pokémon, Satoshi Tajiri, reseña la versión de arcade.
Twin Hawk fue porteado un año después por el mismo personal detrás del lanzamiento original de arcade a la Sega Mega Drive en Japón el 23 de junio de 1990, y en Europa el 25 de julio del mismo año. El port de Mega Drive se mantiene fiel al lanzamiento original de arcade, pero tiene una cantidad de diferencias clave tales como una paleta de colores más chica, que hace que los sprites tengan colores diferentes, junto con cambios en la presentación y jugabilidad. Tataka dijo que trabajar en la Mega Drive resultó difícil debido a las muchas restricciones impuestas por el hardware.
Twin Hawk fue porteado más tarde por Center Tech y distribuido por NEC Avenue a la PC Engine exclusivamente en Japón el 14 de diciembre del año posterior al lanzamiento de Mega Drive. El 26 de julio de 1991, una reedición mejorada de la versión de PC Engine para PC Engine CD-ROM titulada Daisenpu Custom fue lanzada, la cual es similar a la versión previa de PC Engine con el beneficio añadido de una banda sonora en CD-DA, además de niveles y enemigos adicionales. Sin embargo, existen cambios entre las versiones de tarjeta y CD tales como los niveles estando separados en áreas en lugar de ser continuos.

## Recepción
En Japón, Game Machine clasificó a Twin Hawk en su número del 1 de agosto de 1989 como la séptima unidad de arcade más exitosa del mes, superando a títulos como Plotting y Golden Axe. En su lanzamiento, Famitsu puntuó a la versión de Mega Drive del juego un 30 de 40.

## Legado
En los años posteriores a su lanzamiento, los derechos del juego y muchas otras propiedades intelectuales de Toaplan se volvieron propiedad de Tatsujin, una compañía nombrada como su título japonés que fue fundada en 2017 por Masahiro Yuge, y es parte de Embracer Group desde 2022.